# IC 4694
IC 4694 је спирална галаксија у сазвјежђу Паун која се налази на листи објеката дубоког неба у Индекс каталогу.
Деклинација објекта је - 58° 12' 30" а ректасцензија 18h 15m 27,2s. Привидна величина (магнитуда) објекта IC 4694 износи 13,1 а фотографска магнитуда 13,8. Налази се на удаљености од 30,213 милиона парсека од Сунца. IC 4694 је још познат и под ознакама ESO 140-14, PGC 61647.